# العملات الاسكتلندية
كانت عملة اسكتلندا من ق. 1124 حتى عام 1709 فريدة من نوعها، وتُسك محليًا. وقد نتجت مجموعة كبيرة ومتنوعة من العُملات المعدنية، مثل البلاك، والبودل، والبابوي، والدولار، والريال خلال تلك الفترة. ولأغراض التداول، كانت العُملات المعدنية لنورثمبريا والعديد من الأماكن الأخرى تُستخدم قبل ذلك الوقت؛ ومنذ عام 1709، استخدمت عُملات مملكة بريطانيا العظمى، ثم المملكة المتحدة.

## التاريخ القديم والتجارة الرومانية (ق.AD 71)
أقدم العملات المعدنية في اسكتلندا قُدمت من قِبل المقاطعات الرومانية في بريطانيا والتي حُصل عليها من التجارة مع أقصى البؤر الغربية للإمبراطورية الرومانية. بعيدًا عن العزلة، قام الكلت في كاليدونيا، شمال سور هادريان، بتطوير التجارة لصالح السكان عمومًا، إلى الشمال من السور. تظهر العُملات الرومانية على نطاق واسع في جميع أنحاء البلاد، وخاصة في المواقع القريبة من سور أنطونيوس. يُنظر إلى سور هادريان أيضًا باعتباره وسيلة لتنظيم حركة المرور الاجتماعية والتجارة باتجاه الشمال، وليس دفاعًا عسكريًا ضد القبائل الشمالية في كاليدوني. نشأت مستوطنات مدنية على طول جنوب الجدار مع المتاجر والحانات التي سهلت التجارة بين الإمبراطورية والشمال. من الممكن التعرف على مجموعات من العُملات المعدنية من فترات معينة، خلال الاحتلالات الفلافية والأنطونية؛ مثل كارديان فورت أنجوس حيث عُملات دوبونديوس الرومانية عام 1800م. يعود تأريخ 69-79 إلى عهد الإمبراطور فيسباسيان. تَشمل المواقع الأخرى عُملات معدنية من شمال أويست يعود تأريخها إلى القرن الرابع وكان يُعتقد حتى وقت قريب أنها تقع خارج نطاق طرق التجارة المعروفة. تشمل المواقع الأصلية الأخرى بروش Fairy Knowe في Buchlyvie، وبروش ودون في Gargunnock في ستيرلنغشاير. تشمل بعض المواقع كنوزًا فضية كبيرة من المرجح أنها مدفونة أو مهجورة في أواني رومانية أو محلية. يُشير هذا إلى أن الحاكم الروماني لبريطانيا دفع مبالغ كبيرة من المال لسكان جنوب اسكتلندا وربما رشوة سكان كاليدونيا الشمالية للحفاظ على علاقات سلمية مع الرومان والبريطانيين. سُجلت المدفوعات للزعماء في أربع مناطق؛ إدنبرة، وفاييف، وأبردين، وموري فيرث. يشير هذا إلى أن مثل هذه الاكتشافات (على سبيل المثال، كنز بيرني الذي يحتوي على ما بين 200 إلى 400 عملة فضية) ودعت كقرابين نذرية. تَشمل الأمثلة عُملات قسطنطين الثاني (337-342) مع أكثر من 20 من هذه الكنوز التي عُثر عليها في جميع أنحاء اسكتلندا. تشمل الأمثلة النادرة عملة فضية أساسية (بوتين) لبطليموس الثالث عشر ملك مصر، 80-51 قبل الميلاد في عام 410، توقفت التجارة عندما انسحبت الإمبراطورية الرومانية من جزيرة ألبيون.

## فترة العصور الوسطى المبكرة (500-900)
مع انسحاب الإمبراطورية الرومانية من بريطانيا، نشأت ممالك مختلفة إلى الجنوب من اسكتلندا. وسرعان ما توسعت واحدة من هذه الممالك، وهي مملكة نورثمبريا، نحو الشمال حتى وصلت إلى مملكة ستراثكلايد. وبذلك، فقد السيطرة على الأجزاء الجنوبية من ما يُعرف الآن بسكتلندا، وكانت العُملات البرونزية التي يحملها ملوك نورثمبرلاند تُتداول بحرية في ما يُعرف الآن بإسكتلندا. صدرت هذه العُملة في الفترة من 837 إلى 854. سُكت العُملات الأنجلوساكسونية في نورثمبرلاند؛ ومع ذلك، نظرًا لطرق التجارة الواسعة التي استخدمها الفايكنج، فقد سُكت العُملات الاسكتلندية أيضًا في فريزيا ويوتلاند خلال العصر الأنجلوساكسوني، وتُشير العُملات المعدنية في هذه الفترة إلى مدى التجارة الاسكتلندية ليس فقط مع نورثمبرلاند ولكن أيضًا مع أوروبا القارية. وقدم النورمانديون أيضًا بعض أشكال العُملات المعدنية، وعُثر على عُملات معدنية من أماكن بعيدة مثل بيزنطة والدول العربية في مواقع في الدول الاسكندنافية، بما في ذلك النرويج التي كانت لها روابط قوية مع اسكتلندا في أوائل العصور الوسطى.

## البنس الاسكتلندي (ق.1100)
أول ملك اسكتلندي يقوم بإصدار عُملاته الخاصة هو ديفيد الأول (r. 1124–1153 ). في عام 1136 استولى على كارلايل، بما في ذلك دار سَك العُملة الإنجليزية ومناجم الفضة القريبة من ستيفن، ملك إنجلترا. وضرب بنسات فضية، كانت مشابهة لتلك التي ضربها ستيفن لإنجلترا، في كارلايل، وأدنبره، وسانت أندروز، وروكسبيرج، وبيرويك. على مدى القرنين التاليين، كان الاستخدام المستمر للوجه الجانبي، بدلاً من الصورة الشخصية المواجهة، هو ما يميز العُملات الاسكتلندية عن نظيراتها الإنجليزية. على وجه الخصوص، اتبعت الأنواع العكسية من العُملات المعدنية الاسكتلندية تصميمات تيلبي الإنجليزية، والصليب القصير، والصليب الطويل. علاوة على ذلك، اتبعت العُملات المعدنية الاسكتلندية معايير الوزن الإنجليزية، مما سمح للعُملتين بالتداول جنبًا إلى جنب.
أنهى ديفيد الثاني ملك اسكتلندا التكافؤ بين العُملات الاسكتلندية والإنجليزية، مما أدى إلى إعلان إنجليزي يحظر العُملات الاسكتلندية ذات الجودة المُنخفضة من بلادهم في عام 1356. واصل روبرت الثالث ملك اسكتلندا خَفض قِيمة العُملات الاسكتلندية، مما جعل قيمتها تَصل إلى نصف نظيراتها الإنجليزية بحلول عام 1392. كما قام أيضًا باستبدال تمثال نصفي جانبي على وجه العُملات الاسكتلندية برأس مواجه، مما جعل عُملاته أسهل بكثير في الخلط بينها وبين العُملات الإنجليزية الأكثر قيمة. محاولة ديفيد الثاني لإدخال العُملات الذهبية إلى اسكتلندا عن طريق تقليد النبيل الإنجليزي فاشلة، لكن روبرت الثالث نجح في إدخال الأسد الذهبي، الذي أظهر القديس أندرو مصلوبًا على صليبه على شكل هلال.
في عهد جيمس الثالث ملك اسكتلندا، أفسح التأثير الإنجليزي للعُملات الاسكتلندية المجال للنماذج البورغندية، مع كل من الراكب الذهبي واللوحة الفضية. ومع ذلك، فإن أفضل ما يتذكره هو الصور الواقعية التي يرسمها على ميداليته الفضية. كما قَدم جيمس الثالث أيضًا وحيد القرن الذهبي. كانت هذه واحدة من سلسلة طويلة من أنواع العُملات المعدنية التي تميزت بالتغييرات المستمرة في المعيار وإعادة تقييم العُملات المعدنية الاسكتلندية. كانت القوانين تلزم الاسكتلنديين بتسليم عُملاتهم القديمة مقابل إصدارات جديدة بمستوى أقل، وبالتالي توفير الربح للملك. لدى جيمس السادس وحدهُ ثمانية إصدارات من العُملات المعدنية قبل أن يوحد العروش، وإلى حد كبير العُملات المعدنية، في اسكتلندا وإنجلترا.
في نهاية القرن السادس عشر، استدعى الملك جيمس السادس جميع العُملات الفضية، والتي بلغ مجموعها 211 ستون و10 جنيهات، وصهرت لإنشاء عُملات معدنية جديدة تحمل صورته، مما أدى إلى تقليص العُملات المعدنية الباقية التي سبقت هذه النقطة بشكل كبير. في هذه المرحلة سُكت البنسات النحاسية لأول مرة، وكانت قيمتها تساوي اثني عشر جزءًا من البنس الفضي.
في عام 1604، وهو العام الذي تلا اتحاد التيجان، أمر المجلس اسكتلندا باستخدام نفس معايير العُملة المستخدمة في إنجلترا. صدرت عُملة ذهبية جديدة، تسمى "وحدة" في اسكتلندا أو "يونايت" في إنجلترا، بقيمة 12 جنيهًا إسترلينيًا اسكتلنديًا أو 1 جنيه إسترليني. أصبحت العُملات الذهبية والفضية الثمينة الآن لها نفس الأحجام والتراكيب في اسكتلندا وإنجلترا، لكن اسكتلندا احتفظت بعُملاتها النحاسية الخاصة. استخدمت العُملات الاسكتلندية والإنجليزية نفس اللقب الملكي، ملك بريطانيا العظمى وفرنسا وأيرلندا، وعندما تُحدد فئة ما، كان ذلك رقمًا رومانيًا يمكن تفسيره على أنه شلن اسكتلندي أو بنسات إنجليزية. كانت التصميمات في المملكتين تختلف اختلافًا طفيفًا فقط. في الشمال، استخدمت العُملات المعدنية تاج اسكتلندا [الإنجليزية]، المزين بزهرة الزنبق في المنتصف بين صليبين، على عَكس التاج الإنجليزي، حيث عُكس مواضع زهرة الزنبق والصلبان. ابتداءً من عام 1610، استخدمت العُملات الاسكتلندية أيضًا شعار النبالة الملكي لأسكوتلندا، والذي وضع الأسد الاسكتلندي في مواضع أكثر بروزًا من النسخة الإنجليزية.

## اتحاد التيجان (منذ 1603)
في عام 1636، عُيّن تشارلز الأول نيكولاس بريوت رئيسًا لِدار سَك العُملة الاسكتلندية في إدنبرة. بالتعاون مع صهرهُ الاسكتلندي، السير جون فالكونر، قام بريوت باستبدال العُملات الذهبية والفضية المطروقة في اسكتلندا بعملات مصنوعة آليًا. انتهت الحرب الأهلية الإنجليزية بهذه العُملة في عام 1642. أثناء الحرب، قامت اسكتلندا بضرب عدد قليل من العُملات النحاسية، ولكن بعد الحرب أغلقت دار سَك النقود في إدنبرة واستخدمت اسكتلندا العُملات العادية لكومنولث إنجلترا.

### إعادة سك العملة في الفترة 1707-1710
على الرغم من التقلبات في سعر الصرف منذ عام 1603، وإعلان عام 1697 الذي حدد النسبة عند 13:1، فقد طُبق نسبة 12:1 (شلن اسكتلندي واحد إلى بنس واحد جنيه إسترليني) على إعادة سك العُملة، على الرغم من دَفع التعويضات. صُنعت العُملة الجديدة باستخدام أوزان طروادة (12 أونصة طروادة للرطل)، بدلاً من الأوزان الاسكتلندية التقليدية (16 أونصة طروادة للرطل). سُكت العُملات المَعدنية في كل من لندن وإدنبرة، ونُقش الحرف "E" على العُملة الأخيرة أسفل تمثال الملك للسماح بتمييزها. تحت إشراف صُناع العملة من دار سك العُملة في لندن، سُك 103,346 جنيه طروادة من التيجان، ونصف التيجان، والشلنات، وستة بنسات في دار سَك العُملة في إدنبرة بقيمة 320,372 جنيهًا إسترلينيًا 12 شلنًا، ما يُعادل 20.5 مليون دولار أمريكي (17.1 مليون جنيه إسترليني) بأسعار الفضة المتوسطة وأسعار الصرف لعام 2017.
ونَتيجة لعَملية إعادة سَك العُملة، توقفت العُملات الأجنبية، التي كانت تُستخدم بشكل متكرر إلى جانب العُملة المحلية، عن كونها عملة قانونية في 6 أكتوبر/تشرين الأول 1707. توقفت العُملات المعدنية التي كانت تُستخدم قبل الاتحاد والتي تبلغ قيمتها 40 و20 و10 شلن عن كونها عُملة قانونية في 10 فبراير/شباط 1708، ولكن عُيدت مؤقتًا إلى التداول قبل أن تتوقف أخيرًا عن كونها عُملة قانونية في 1 يونيو/حزيران، جنبًا إلى جنب مع العُملات المعدنية التي تُستخدم في 1708. ، 1، 2، و4 ماركات، 5 شلنات، و3 شلنات عُملة 6 د.
سُلمت الدفعة الأخيرة من العُملات المعدنية الجديدة، والتي تتكون من شلنات فضية ونصف كرونة، في 5 أكتوبر/تشرين الأول 1709، وكان من المقرر أن تكون آخر العُملات المعدنية التي تُسك في اسكتلندا.

### التطورات اللاحقة
"أنه، من وبعد الاتحاد، يجب أن تكون العملة بنفس المعيار والقيمة في جميع أنحاء المملكة المتحدة كما هي الآن في إنجلترا، ويجب أن تستمر دار السك في اسكتلندا وفقًا لنفس القواعد المتبعة في دار السك في إنجلترا؛ ويجب استمرار الضباط الحاليين في دار السك مع الالتزام باللوائح والتعديلات التي تراها جلالة الملكة، أو ورثتها أو خلفائها، أو برلمان بريطانيا العظمى مناسبة."

— المادة السادسة عشر من قوانين الاتحاد
على الرغم من إن دار سَك العُملة في إدنبرة احتفظت بمسؤوليها الدائمين (ولكن ليس الموظفين الآخرين) لمدة مائة عام أخرى، حتى عام 1814، فإن سَك العُملة توقف بعد عامين فقط من الاتحاد، على الرغم من العديد من المُقترحات اللاحقة لاستئناف الإنتاج. الغي دار السك نفسها في عام 1817 وبيعها في عام 1830. تسبب إلغاء العبودية في انخفاض مستوى الاحتجاج، كما ذَكر السير والتر سكوت، واستمر الاحتجاج عليه من خلال المنشورات القومية حتى الخمسينيات وما بعدها. الغي لقب "حاكم دار سك العملة الاسكتلندية"، الذي انتقل إلى وزير الخزانة بموجب قانون سك العملة لعام 1870، أخيرًا مع صدور قانون سك العملة لعام 1971.
لم يحدث التحول من العُملة الاسكتلندية إلى العُملة الإنجليزية بين عشية وضحاها. ظلت العُملات المَعدنية الاسكتلندية متداولة في أواخر القرن الثامن عشر، لكن عملية التحويل أصبحت أسهل قليلاً بسبب العُملة المشتركة في التسمية. لا يزال الجُنيه الإسترليني يُترجم إلى Punnd Sasannach (الجنيه الإنجليزي) في اللغة الغيلية الاسكتلندية واستمرت بعض أسماء العُملات القديمة، مثل bawbee، في الاستخدام العامي حتى القرن العشرين. أما العُملات الأخرى، مثل المارك والدولار، ارتبطت بشكل أكبر بالعُملات الأجنبية المختلفة لدى الاسكتلنديين المعاصرين.
في وقت لاحق، حَملت بعض العُملات المعدنية البريطانية وجهَين اسكتلنديين واضحين: على سبيل المثال، ظَهر الشلن مع شِعار ملكي إنجليزي أو اسكتلندي على الوجهين من عام 1937 إلى عام 1970، في حين حَملت العملة المعدنية التي حلت محلها، وهي عملة 5 بنسات، شوكًا متوجًا من عام 1971 إلى عام 2008.
في الوقت الحاضر، تنتج ثلاثة بنوك اسكتلندية أوراقها النقدية الخاصة (بنك اسكتلندا، والبنك الملكي الاسكتلندي، وبنك كلايدسدال)، ولا توجد عُملات معدنية. اسكتلندا هي الجزء الوحيد من المملكة المتحدة حيث لا تزال الأوراق النقدية من فئة الجنيه الواحد قيد الاستخدام (على الرغم من أنه يمكن العثور عليها في جزيرة مان وجزر القنال).

## قائمة العملات الاسكتلندية
كما هو الحال مع الأوزان والمقاييس الاسكتلندية، فإن العديد من الطوائف الاسكتلندية تَحمل نفس الأسماء مِثل تلك الموجودة في إنجلترا، لكنها ذات قِيم مختلفة قليلاً. تتضمن هذه القائمة التواريخ وأول الملوك الذين أصدروها:
- مسدس - ذهب، 12 جنيهًا اسكتلنديًا
- دولار - بديل الريال، 60 شلنًا اسكتلنديًا (جيمس السادس)
- ريال – ذهب، 1565
- التاج أو الأسد– الذهب ( جيمس الأول )
- نصف التاج، نصف الأسد أو ديميس– الذهب (جيمس الأول)
- دوقة أو "غطاء رأس" - 40 شلنًا، 1539 (جيمس الخامس)
- علامة أو علامة- الذهب (مما أدى إلى ظهور مصطلح ماركلاند )
- النبيل- ذهب بقيمة نصف مارك، 1357 ( ديفيد الثاني، أعاد روبرت الثالث تقديمه)
- وحيد القرن – ذهب، 18 شلنًا اسكتلنديًا، 1484-1485 (جيمس الثالث)
- نصف وحيد القرن- ذهب، 9 شلنات اسكتلندية (جيمس الرابع)
- تستون- فضة، 1553. انتتجت في فرنسا باستخدام عملية جديدة للطحن واللولب، وكانت أول عملة مطحونة في اسكتلندا.
- بوبي– بيلون ستة بنسات من عام 1537
- شلن
- الجروت- الفضة، تعادل أربعة بنسات، من عام 1357 (مما أدى إلى ظهور مصطلح groatland )
- نصف جريش- الفضة، تعادل بنسين، من عام 1357
- ترنر– بيلون، بنسين (جيمس السادس)، النحاس فيما بعد.
- بودل- نحاس، بنسين ( تشارلز الثاني )
- رأس صلب- تسمى أيضًا الأسد، وهي عملة معدنية بقيمة مليار دولار تم تداولها في عهد ماري وجيمس السادس
- بنس واحد- بيلون، واحدة من أقدم العملات المعدنية، يرجع تاريخها إلى عهد ديفيد الأول. صُنعت لاحقًا من النحاس؛ مما أدى إلى ظهور مصطلح بينيلاند.
- نصف بنسات- في البداية كانت قيمتها نصف بنس حرفيًا، ثم أصبحت عملات معدنية مسكوكة في حد ذاتها في حوالي عام 1280. صنعت لاحقًا من النحاس.
- ربع بنس أو ربع بنس- كانت هذه في الأصل عبارة عن أرباع بنسات، ولكن كما هو الحال مع نصف البنسات، أصبحت عملات معدنية بحد ذاتها في حوالي عام 1280. صنعت لاحقًا من النحاس.
- بلاك